# كيرك فوكس
كيرك فوكس (بالإنجليزية: Kirk Fox)‏ مواليد 26 أغسطس 1969 في سان دييغو، هو ممثل وكوميدي وكاتب سيناريو أمريكي بدأ مسيرته الفنية سنة 1993.

## الأعمال

### أفلام
- إن ذا آرمي ناو
- ذا باتريوت
- نسيان ساره مارشال

### مسلسلات
- حكم عرفي
- الحدائق والمنتزهات
- كوميونتي

## وصلات خارجية
- كيرك فوكس على موقع IMDb (الإنجليزية)
- كيرك فوكس على موقع ميوزك برينز (الإنجليزية)
- كيرك فوكس على موقع قاعدة بيانات الفيلم (الإنجليزية)
- الموقع الرسمي